# Крошин, Григорий Максович
Григорий Максович Крошин (фамилия при рождении - Кремер; род. 19 июня 1939, Москва) — советский и российский писатель-сатирик, сценарист и драматург, редактор, журналист.

## Биография
Родился 19 июня 1939 года в Москве. Отец — Кремер Макс Григорьевич (1898—1981), инженер-путеец. Мать — Слонимская Софья Файвеловна (1914—1989), домохозяйка.
Закончил в 1961 году Московский инженерно-строительный институт им. В. В. Куйбышева — МИСИ — по специальности «Гидротехническое строительство». После 15 лет работы по специальности, с одновременным занятием журналистикой, окончательно ушёл в журналистику и литературу.
В течение тридцати лет — сначала фельетонист журнала «Крокодил», потом (после «Перестройки») — руководитель отдела, первый парламентский корреспондент журнала «Крокодил».
После августа 1991-го — парламентский обозреватель журналов «Столица» и «Итоги», а также московский корреспондент Радио «Свобода», американской газеты «Новое русское слово» и израильских юмористических — журнала «Балаган» и газеты «НеПРАВДА».
С июня 1996 года — в ФРГ, в Дюссельдорфе. Был собкором газеты «Русская Германия», потом — главным редактором газеты «Ведомости». Одновременно — корреспондент американской газеты «Панорама» (Лос Анджелес), московской газеты «Культура» и «Московской Немецкой газеты».
Автор 16-ти сатирических книг, книги интервью, сборника карикатур,  многих рассказов, публицистических статей, интервью, сценариев и эстрадных пьес. Так, в 1986 году в издательстве "Правда" вышла книга сатирических рассказов и фельетонов "Поболтать не с кем", в 1989-м - в издательстве "Правда" книга фельетонов, сатирических и юмористических рассказов "Один за всех". В 1999-м - в Гейдельберге (ФРГ) в издательстве "Neue Zeiten" ("Новые времена") - книга фельетонов и рассказов "Контора пишет", в 1999-м в Москве вышла книга «Власти-мордасти», в 2001-м — в Германии её немецкий перевод «Maulhelden an der Macht» («Болтуны у власти»), в 2003-м — в Москве — книга иронических эссе, рассказов и фельетонов «Знай наших!», в 2007-м там же — книга интервью «…С звездою говорит», в 2024-м - 2-я и 3-я книги интервью "...С звездою говорит", в 2011-м — в Санкт-Петербурге — книга рассказов «С ба-а-альшим приветом!», в 2019-м — в Мюнхене — книга карикатур-шаржей «Лица» («Die Gesichter»), в 2021-м — в Санкт-Петербурге — книга воспоминаний и рассказов «Услуги историка», в 2023-м в ганноверском (ФРГ) издательстве "Семь Искусств" вышли одна за другой книги "Командировка на путч" (иронические мемуары и беседы с деятелями искусства и политики) и "НЕ СТИХИ (нечто в рифму)", в 2025-м - в том же немецком издательстве - "За наших с вами!" (полусерьёзная проза: рассказы и фельетоны разных лет), в 2025-м — в Мюнхене — вторая книга карикатур-шаржей «Лица - 2» («Die Gesichter»).
Опубликовал более трёхсот интервью, в том числе с М. Горбачёвым, А. Собчаком, Г. Старовойтовой, Б. Ельциным, Ю. Башметом, Р. Быковым, А. Джигарханяном, В.Крайневым, В. Казаком и др.

## Награды
Лауреат литературных премий. Член союзов журналистов и писателей России и Германии. Член Международной Федерации журналистов и Международного ПЕН-Клуба. Член Международной Федерации русскоязычных писателей.
За журналистскую работу во время августовского (1991 г.) путча награждён Президентом России государственной медалью «Защитнику свободной России».
Международной Федерацией русскоязычных писателей в 2009 г. награждён медалью «Мастер словесности».
Золотая медаль в номинации «юмор» Международного литературного конкурса «Лучшая книга 2010 года» — за книгу «Знай наших!» (Берлин, 2011 г.)
Золотая медаль в номинации «публицистика» Международного литературного конкурса «Лучшая книга 2013 года» — за книгу «…С звездою говорит» (Берлин, 2014 г.)
Дипломант-финалист (в номинации «малая проза») Международного литературного конкурса «Лучшая книга 2020 года» — за книгу «С ба-а-альшим приветом!» (Франкфурт-на-Майне, 2020 г.). дипломат-финалист (в номинации "Поэзия") Международного литературного "Лучшая книга 2023 года" - за книгу "Не стихи" (Ганновер, 2023).
«Русский литературный центр» наградил Крошина медалью им. Н. В. Гоголя (2024).